# 제24항공전대
제24항공전대(일본어: 第二十四航空戦隊 다이니쥬욘코쿠타이[*], 영어: 24th Air Flotilla)는 일본 제국 해군 항공대의 전대이다. 전투기, 육상공격기, 폭격기, 비행정을 운용한 장거리 초계에 특화된 부대였다.

## 역사

### 1940년
1940년 11월 15일에 지토세 해군항공대와 요코하마 해군항공대를 편성하여 제4연합항공대로 창설되었다. 

### 1941년
1941년 4월 10일, 타이완섬의 신주 비행장에서 제1항공대가 제24항공전대로 전속하였다. 
지토세 해군항공대와 제1항공대가 내남양으로 건너갔다.
9월 1일에 제21항공전대로 전속하였다.
1941년 10월 1일, 제4함대로 전속하였다.
1941년 12월 24일, 수상기모함 카모이가 남서방면함대로 전출되었다.

### 1942년
1942년 2월 7일에 트럭 환초에 도착한 다카오 해군항공대가 일부 전력을 차출하여 지토세 해군항공대의 분견대와 합쳐서 2월 10일에 제4항공대를 창설하였다. 2월 14일, 전대 사령부가 라바울에 도착하였다. 라바울에 주둔하면서 주변 해역에서 초계 임무를 수행하던 전대는 2월 19일에 불가빌에서 항공모함 렉싱턴 (CV-2)과 요크타운 (CV-5)을 중심으로 편성된 미국 해군의 태스크포스 11를 찾아내였고, 제4함대사령관 이노우에 시게요시 중장의 항공공격 명령에 따라 제4항공대를 출전시켰다.
4월 1일, 라바울 방면을 맡을 제25항공전대가 창설되었다. 마셜 제도 방면 기지항공부대로 지정된 제24항공전대를 대신하여 서방 공습 임무를 넘겨받았다. 요코하마 해군항공대, 제4항공대는 제25항공전대로 전속하고, 잴루잇 환초의 이미에지 기지에서 제14항공대가 제24항공전대로 전속하였다.
11월 1일, 부대가 재편성되었다. 지토세 해군항공대는 제703해군항공대, 제1해군항공대는 제752해군항공대, 제14항공대는 제802해군항공대로 개명되었는데, 그중에서 제802해군항공대는 곧바로 제11항공함대로 전속하였다. 그리고  모든 육상공격대의 내지귀환명령이 11월 16일에 떨어지자, 제703해군항공대는 기사라즈 비행장으로 귀환하였는데, 교대전력이 없었던 예하의 96식 함상전투기대는 마셜 제도에 남겨졌다. 12월 1일에 제703해군항공대의 전투기대는 제752해군항공대의 전투기대와 합쳐져 제201해군항공대로 분리되었다.
3월 15일, 제201해군항공대가 0식 함상전투기로 기종 전환을 위해 기사라즈 비행장으로 귀환하였다.
12월 1일, 모바라 비행장의 제552해군항공대가 제24항공전대에 전속하였다.

### 1943년
1943년 5월 18일, 제12항공함대로 전속하였다. 그리고 기사라즈 비행장에서 기종 전환 중이던 제201해군항공대가 재차 제24항공전대로 전속하였는데, 두달 뒤 제201해군항공대에 라바울로의 급속진출 명령이 7월 1일에 떨어졌고, 7월 15일에 제11항공함대의 제21항공전대로 넘어갔다.
7월 1일, 구레 비행장에서 제531해군항공대가 제24항공전대 예하부대로서 창설되었다. 지토세 비행장과 미호 비행장에서 텐쟌을 운용하여 지시마 열도의 초계를 맡았다.

### 1944년
마지막으로 콰잘레인 전투에 참전하였는데, 1944년 2월 6일 로트에서 전대장인 야마다 미치유키 소장이 전사하고, 부대는 괴멸에 가깝게 피해를 입었다. 전멸하지 않았으나, 전대장과 사령부 간부들이 대부분이 전사하는 바람에 부대가 제대로 돌아가지 않았고 제24항공전대와 제531해군항공대는 20일에 해체되었다. 야마다 미치유키 소장은 사후 중장으로 승진처리되었으나, 이러한 사실은 부대가 해체될 때까지 부대원에게 알려지지 않았다. 

## 부대
항공대
- 지토세 해군항공대/제703해군항공대; 1940년 11월 15일 ~ 11월 22일
- 요코하마 해군항공대; 1940년 11월 15일 ~ 1942년 4월 1일
- 제1항공대/제752해군항공대; 1941년 4월 10일 ~ 9월 1일, 1942년 4월 1일 ~ 1944년 2월 20일
- 제4항공대; 1942년 2월 10일 ~ 3월 31일
- 제201해군항공대(0식 함성전투기): 1942년 12월 1일 ~ 3월 15일, 5월 18일 ~ 7월 15일
- 제552해군항공대; 1942년 12월 1일 ~ 1944년 3월 4일
- 제531해군항공대(나카지마 B6N); 1943년 7월 1일 ~ 1944년 2월 20일

함선
- 수상기모함: 가모이; 1940년 11월 15일  ~ 1941년 12월 24일
- 고슈마루; 1940년 11월 ~ 1941년 1월

## 역대 사령관
| # | 계급   | 성명              | 취임일           | 이임일           | 참고                                                                      |
| - | ------ | ----------------- | ---------------- | ---------------- | ------------------------------------------------------------------------- |
| 1 | 소장   | 구사카 류노스케   | 1940년 11월 15일 |                  |                                                                           |
| 2 | 중장   | 고토 에이지       | 1941년 4월 15일  | 1941년 10월 15일 | 임기중 중장으로 승진                                                      |
| 3 | 중장   | 마에다 미노루     | 1942년 6월 1일   |                  |                                                                           |
| 4 | 소장   | 고토 에이지       | 1943년 1월 20일  |                  |                                                                           |
| 5 | 소장   | 야마다 미치유키 † |                  | 1944년 2월 6일   | 콰잘레인 전투 도중 로트에서 1944년 2월 6일에 전사, 같은 날 중장으로 특진. |
| x | (공석) | (공석)            | -                | -                | 야마다 소장의 죽음이 알려지지 않은 이후                                   |

## 기록

### 계보
- 1940년 11월 15일, 第四連合航空隊 다이욘렌고코쿠타이[*] →제4연합항공대
- 1941년 1월 15일, 第二十四航空戦隊 다이니쥬욘코쿠타이[*] →제24항공전대

### 소속
1. 연합함대, 1940년 11월 15일
2. 제11항공함대, 1941년 1월 15일
3. 제4함대, 1941년 10월 1일[2]
4. 제11항공함대, 1942년 4월 1일
5. 제12항공함대, 1943년 8월 5일

### 참전
- 부건빌 해전
- 웨이크 섬 전투
- 마셜 길버트 제도 강습, 1942년 2월 1일
- 라에 사라모아 침공, 1942년 3월 8일 ~ 12일
- 애튜섬 전투, 1943년 5월 11일 ~ 30일
- 라바울 공습, 1943년 10월 12일 ~ 11월 11일
- 포르모사 공중전
- 뉴기니 전역
- 솔로몬 제도 전역
- 콰잘레인 전투

## 참고

### 인용
1. ↑  Bullard 2007, 32-33쪽.
2. 1 2  戦史叢書38 1976, 82쪽.
3. ↑  “海軍内令” (일본어) (272). 1942년 2월 10일.
4. ↑  戦史叢書49 1971, 145쪽.
5. ↑  戦史叢書49 1971, 146–147쪽.

### 자료
- 防衛庁防衛研修所戦史室 (2007). 《Japanese army operations in the South Pacific Area New Britain and Papua campaigns, 1942–43》. 戦史叢書. 번역 Bullard, Steven. Canberra: Australian War Memorial. ISBN 978-0-9751904-8-7.
- 防衛庁防衛研修所戦史室 (1970년 10월). 《中部太平洋方面해군作戦<1> 昭和17年5月まで》. 戦史叢書 (일본어) 38. 朝雲新聞社.
- 防衛研究所戦史室 (1971). 《南東方面海軍作戦(1)ガ島奪回作戦開始まで》. 戦史叢書 (일본어) 49. 朝雲新聞社.